# فولفغانغ أونغر
فولفغانغ أونغر (بالألمانية: Wolfgang Unger)‏ هو قائد اوركسترا موسيقية ‏ ألماني، ولد في 31 ديسمبر 1948 في آيبنشتوك في ألمانيا، وتوفي في 19 أبريل 2004 في هاله في ألمانيا.